# Rainilaiarivony

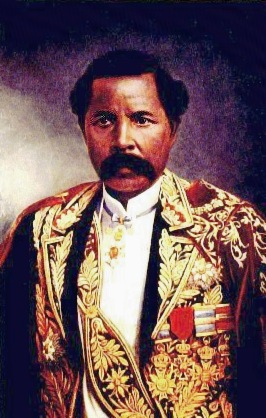
Rainilaiarivony

Rainilaiarivony född 30 januari 1828 i Ilafy, Madagaskar, död 17 juli 1896 i Algeriet, var regeringschef på Madagaskar 14 juli 1864-14 oktober 1895. Han var son till Madagaskars förste regeringschef Rainiharo, och bror till dess andre regeringschef Rainivoninahitriniony.
Rainilaiarivony var gift med tre av Madagaskars drottningar, Rasoherina, Ranavalona II och Ranavalona III. När han gifte sig med Ranavalona II konverterade de offentligen till kristendomen och döptes. 
Efter att huvudstaden Antananarivo 1895 föll efter ett  franskt anfall avsattes Rainilaiarivony som premiärminister och ersattes av Rainitsimbazafy. Han gick i exil i Algeriet 6 februari 1896 och dog där 17 juli samma år, på Mustaphasjukhuset i Alger. Han gravsattes 4 oktober 1900 i Isoraka i Madagaskar.